# Константин II Асен
Константин II Асен (буг. Константин II Асен; умро 17. септембра 1422. године у Београду) је био бугарски цар у време турске окупације 1397—1422. Заједно са Фружином предводио је неуспешан устанак против османских власти, након чијег гушења се склонио у Србију. Умро је на двору деспота Стефана Лазаревића.

## Биографија
Константин је био син Јована Страцимира, бугарског цара (1356—1396) и Ане, ћерке влашког кнеза Николе Александруа. Година рођења и младост Константина нису познати. Живот Константина Асена можемо пратити од 1395. године или раније, када је од стране оца крунисан за савладара. Послат је у Трново. О Константину се ништа не зна у тренутку затварања његовог оца 1396. године од стране османског султана Бајазита. Јован Страцимир је подстрекивао војску да помогне хришћанским државама у отпору Османлијама. Након Никопољске битке, Видин је коначно пао под османску власт.
Поједини бугарски историчари верују да су западни делови Видинског царства опстали под Константином све до његове смрти 1422. године. Заједно са својим рођаком Фружином, сином Јована Шишмана, Константин је искористио грађански рат у Османском царству, изазван након смрти Бајазита у заробљеништву Тамерлана, да подигне устанак у северозападној Бугарској. Константин је такође био савезник српског деспота Стефана Лазаревића и влашког војводе Мирчета. Побуна Константина и Фружина трајала је готово пола деценије, од 1408. до 1413. године. Она се шири на већи део Бугарске, све док побуњеници нису били поражени од стране једног од Бајазитових синова, султана Мусе.
Бугари потом стају на страну Мусиног брата Мехмеда, те је Мехмедова коначна победа утицала да се стање Бугара у Османском царству донекле поправи. Након победе Мехмеда у бици код села Чаморлу 1413. године, Константин је напустио Бугарску. Остатак живота провео је у Србији и Мађарској. Његова имовина припојена је бугарским територијама 1422. године. Недуго затим, Константин је умро на двору Стефана Лазаревића, 17. септембра 1422. године. Константин је био последњи бугарски цар, а његова смрт 1422. године означила је и коначан крај Другог бугарског царства. Османска контрола над Бугарском трајаће све до 1878. године.